# Старквілл (Міссісіпі)
Старквілл (англ. Starkville) — місто (англ. city) в США, в окрузі Октіббега штату Міссісіпі. Населення — 24 360 осіб (2020).

## Географія
Старквілл розташований за координатами 33°27′32″ пн. ш. 88°49′57″ зх. д. / 33.45889° пн. ш. 88.83250° зх. д. (33.458772, -88.832629).  За даними Бюро перепису населення США в 2010 році місто мало площу 66,37 км², з яких 66,07 км² — суходіл та 0,29 км² — водойми.

## Демографія
Згідно з переписом 2010 року, у місті мешкало 23 888 осіб у 10 706 домогосподарствах у складі 5054 родин. Густота населення становила 360 осіб/км².  Було 11767 помешкань (177/км²).
Расовий склад населення:
| - 59,6 % — білих - 34,6 % — чорних або афроамериканців - 3,7 % — азіатів - 0,2 % — корінних американців - 0,1 % — вихідців з тихоокеанських островів |

До двох чи більше рас належало 1,3 %. Частка іспаномовних становила 1,8 % від усіх жителів.
За віковим діапазоном населення розподілялося таким чином: 18,8 % — особи молодші 18 років, 71,8 % — особи у віці 18—64 років, 9,4 % — особи у віці 65 років та старші. Медіана віку мешканця становила 26,0 року. На 100 осіб жіночої статі у місті припадало 98,0 чоловіків;  на 100 жінок у віці від 18 років та старших — 96,6 чоловіків також старших 18 років.
Середній дохід на одне домашнє господарство  становив 52 634 долари США (медіана — 31 397), а середній дохід на одну сім'ю — 77 063 долари (медіана — 57 933). Медіана доходів становила 42 393 долари для чоловіків та 30 911 долар для жінок. За межею бідності перебувало 34,9 % осіб, у тому числі 31,3 % дітей у віці до 18 років та 9,3 % осіб у віці 65 років та старших.
Цивільне працевлаштоване населення становило 10 319 осіб. Основні галузі зайнятості: освіта, охорона здоров'я та соціальна допомога — 44,2 %, мистецтво, розваги та відпочинок — 13,6 %, роздрібна торгівля — 8,4 %, науковці, спеціалісти, менеджери — 7,7 %.